# 蛇擬異肢水蚤
蛇擬異肢水蚤（学名：Paraheterorhabdus vipera）为異肢水蚤科擬異肢水蚤屬下的一个种。